# Elsbet Colmi
Elsbet Colmi (* 13. Mai 1907 in Dortmund; † 8. März 1968) war eine deutsche Bibliothekarin.

## Leben
Elsbet Colmi war die Tochter des Postamtmanns August Colmi und seiner Frau Hede, geb. Elberding. Sie besuchte das Oberlyzeum in Dortmund und studierte anschließend Deutsch, Geschichte, Philosophie und Sanskrit in Köln und München. Dem Staatsexamen 1932 folgte 1934 die Promotion in Köln. Anschließend absolvierte sie das Volontariat an der Universitäts- und Stadtbibliothek Köln. Nach einer Anstellung als wissenschaftliche Hilfsarbeiterin bei der Gesellschaft für Rheinische Geschichtskunde von 1936 bis 1937 wurde sie Hilfsarbeiterin an der Kölner Universitäts- und Stadtbibliothek. Vier Jahre später wechselte sie dann an die Zweigstelle Berlin der Deutschen Bücherei, bevor sie die Leitung der Bibliothek und des Archivs der Forschungsstelle für allgemeine und textile Marktwirtschaft der Universität Münster übernahm. 1945 wurde Colmi dann wissenschaftliche Mitarbeiterin an der Bibliothek der Technischen Hochschule Berlin, an der Ausweichstelle in Roßla/Harz. 
Nach dem Zweiten Weltkrieg wurde Colmi zunächst stellvertretende Bibliothekarin an der Landes- und Stadtbibliothek in Düsseldorf, wo sie 1948 ein Volontariat begann, das sie 1949 mit der Fachprüfung abschloss. An der Düsseldorfer Bibliothek begann sie daraufhin als Bibliotheksassessorin und stieg dort bis 1964 zur Oberbibliotheksrätin auf. Sie wirkte am Aufbau der Bibliothek nach 1945 entscheidend mit und begründete die Düsseldorfer Bibliographie.

## Veröffentlichungen
- Wandlungen in der Auffassung von Jakob Burckhardt; Beiträge zu seinem Bilde. Lechte, Emsdetten (Westf.) 1936 (Köln, Phil. Diss. v. 26. März 1936).
- Dokumentation in der Allgemeinbibliothek. In: Nachrichten für wissenschaftliche Bibliotheken, Bd. 3 (1950), S. 41f.
- Die Bergbau-Bücherei in Essen: Geschichte, Organisation, Bedeutung. In: Mitteilungsblatt / Verband der Bibliotheken des Landes Nordrhein-Westfalen; N.F. 3 (1953), Nr. 3, S. 70–76.
- Die Sammlung Kruse in der Landes- und Stadtbibliothek Düsseldorf. In: Düsseldorfer Jahrbuch, Bd. 48 (1956).
- Thomas Kees Wesaliensis: aus der Werkstatt eines Weseler Druckers in Paris 1507–1515/16. In: Elisabeth Geck und Guido Pressler (Hrsg.): Festschrift für Josef Benzing zum sechzigsten Geburtstag: 4. Februar 1964. Pressler, Wiesbaden 1964, S. 68–97.
- Glanz und Elend einer Lithographischen Anstalt: Arnz & Comp., Düsseldorf 1815–1858. In: Matthias von Schmettow (Hrsg.): Bibliothekarische Nebenstunden. Joseph Gießler zum 65. Geburtstag gewidmet. Landes- und Stadtbibliothek, Düsseldorf 1964 (Veröffentlichungen der Landes- und Stadtbibliothek Düsseldorf; 5), S. 44–67.
- Bearb.: 1000 Jahre Buchkunst am Niederrhein: aus den Schätzen der Landes- und Stadtbibliothek. Landes- und Stadtbibliothek, Düsseldorf 1967.